# Södra Österbottens välfärdsområde

Södra Österbottens välfärdsområde.

Södra Österbottens välfärdsområde (finska: Etelä-Pohjanmaan hyvinvointialue) är ett av de 21 välfärdsområdena i Finland. Välfärdsområdet grundades som en del av reformen som berör social- och hälsovården och räddningsväsendet i Finland, och det omfattar samma område som  landskapet Södra Österbotten.

## Kommuner
Området består av  18 kommuner varav åtta är städer:

- Alajärvi stad
- Alavo stad
- Bötom kommun
- Etseri kommun
- Evijärvi kommun
- Ilmola kommun
- Kauhajoki stad
- Kauhava stad
- Kuortane kommun
- Kurikka stad
- Lappajärvi kommun
- Lappo stad
- Seinäjoki stad
- Soini kommun
- Storå kommun
- Storkyro kommun
- Vindala kommun
- Östermark kommun

I april 2022 fanns det tillsammans 191 513 invånare i Södra Österbottens välfärdsområde.

## Tjänster

### Sjukvård

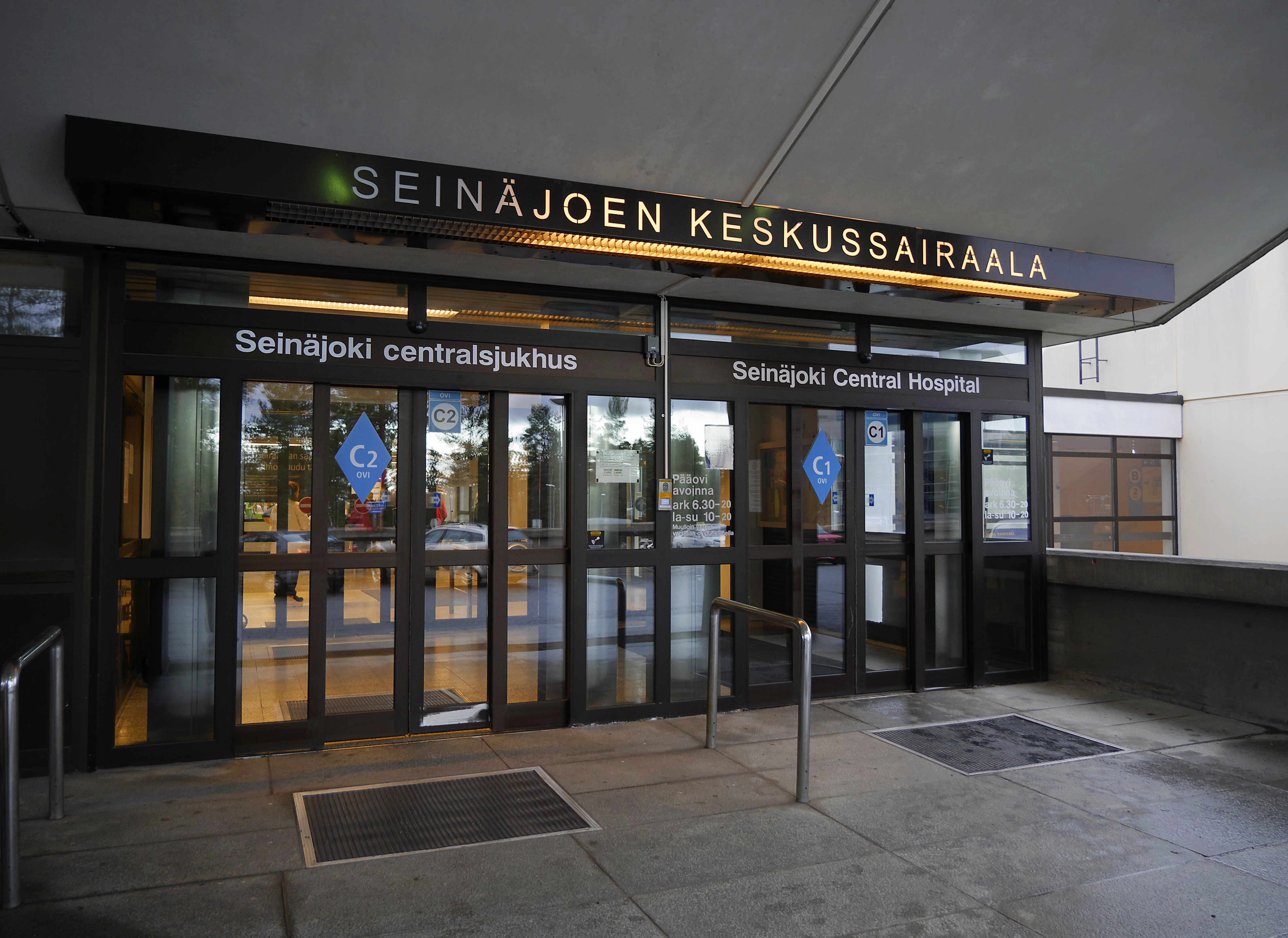
Seinäjoki centralsjukhus

Centralsjukhuset för Södra Österbottens välfärdsområde är Seinäjoki centralsjukhus. Specialsjukvård ordnas i Tammerfors universitetssjukhus.

### Räddningsverk
Södra Österbottens räddningsverk är verksamma i Södra Österbottens välfärdsområde.

## Beslutsfattande

### Välfärdsområdesvalet
Vid välfärdsområdesval utses välfärdsområdesfullmäktige för välfärdsområdena, som ansvarar för ordnandet av social- och hälsovården och räddningsväsendet från och med den 1 januari 2023. Välfärdsområdena har självstyre och den högsta beslutanderätten utövas av välfärdsområdesfullmäktige. Välfärdsområdesval förrättas samtidigt med kommunalval.
Det första välfärdsområdesvalet hölls den 23 januari 2022. Då valdes 59 personer till välfärdsområdesfullmäktige.

### Välfärdsområdesfullmäktige
Välfärdsområdesfullmäktige ansvarar för välfärdsområdets verksamhet och ekonomi. Fullmäktige fattar beslut om årsbudgeten, godkänner bokslutet och ansvarar för strategiska linjer.

### Mandatfördelning
|  | 6 |  | 8 | 23 | 3 | 16 |  |

| 33 | 26 |

|  | 7 |  | 6 | 24 | 4 | 15 |